# 拉澤希納河
拉澤希納河（烏克蘭語：Лазещина），是烏克蘭的河流，位於該國西部外喀爾巴阡州，屬於黑季薩河的左支流，流經拉希夫區，河道全長21公里，流域面積159平方公里。